# Diego Confalonieri
Diego Confalonieri (Bresso, 11 april 1979) is een Italiaanse schermer. 
In 2008 vertegenwoordigde hij samen met Stefano Carozzo, Alfredo Rota en Matteo Tagliariol Italië op de Olympische Spelen in Beijing bij het onderdeel Heren degen team. Ze wonnen hierbij de bronzen medaille.
Verder won hij in zijn carrière brons op het Europese kampioenschappen schermen in 2003, 2006, 2008, nam hij deel aan het Wereldkampioenschappen schermen in 2007 en werd hij eerste op het Italiaans kampioenschap in 2000, 2007, 2008 en 2010. 